# Sindiki
Sindiki (gr. Δήμος Σιντικής, Dimos Sindikis) – gmina w Grecji, w administracji zdecentralizowanej Macedonia-Tracja, w regionie Macedonia Środkowa, w jednostce regionalnej Seres. W 2011 roku liczyła 22 195 mieszkańców. Powstała 1 stycznia 2011 roku w wyniku połączenia dotychczasowych gmin: Kerkini, Petritsi, Sidirokastro i wspólnot: Angistro, Achladochori, Promachonas. Siedzibą gminy jest Sidirokastro.